# Ліпінки-Лужицькі (гміна)
Гміна Ліпінкі-Лужицьке (пол. Gmina Lipinki Łużyckie) — сільська гміна у північно-західній Польщі. Належить до Жарського повіту Любуського воєводства.
Станом на 31 грудня 2011 у гміні проживало 3274 особи.

## Площа
Згідно з даними за 2007 рік площа гміни становила 88.55 км², у тому числі:
- орні землі: 45.00%
- ліси: 47.00%

Таким чином, площа гміни становить 6.35% площі повіту.

## Населення
Станом на 31 грудня 2011:
| Опис     | Загалом | Загалом | Чоловіки | Чоловіки | Жінки | Жінки |
| -------- | ------- | ------- | -------- | -------- | ----- | ----- |
| одиниця  | осіб    | %       | осіб     | %        | осіб  | %     |
| все      | 3274    | 100     | 1603     | 48.96    | 1671  | 51.04 |
| міське   | 0       | 100     | 0        |          | 0     |       |
| сільське | 3274    | 100     | 1603     | 48.96    | 1671  | 51.04 |

## Сусідні гміни
Гміна Ліпінкі-Лужицьке межує з такими гмінами: Жари, Пшевуз, Тупліце, Тшебель, Ясень.